# Ludgarda z Salzwedel
Ludgarda z Salzwedel, duń. Luitgard/Lutgard af Salzwedel (zm. 1152) - królowa Danii, córka margrabiego Marchii Północnej Rudolfa I (zm. 1124) i jego żony Ryszardy (zm. 1151).
W 1144 r. wyszła za mąż za króla Danii Eryka III. Małżeństwo to zostało ułożone przez brata Ludgardy, późniejszego biskupa Bremy, Hartwiga. Wcześniej była ona żoną palatyna saskiego, hrabiego Fryderyka z Sommerschenburg (zm. 1162), małżeństwo to zostało jednak unieważnione z powodu zbyt bliskiego pokrewieństwa. Ze związku z królem Erykiem III Ludgarda nie miała potomstwa. Po śmierci króla poślubiła hrabiego Hermana z Winzenburga, wraz z którym została zamordowana w 1152 r. Średniowieczny kronikarz duński Saxo Gramatyk podaje, że królowa była rozrzutna i lekko się prowadziła